# Мехри (язык)

Афразийские языки

Мехри или махри — современный южноаравийский язык, относится к южной ветви семитской языковой семьи. На этом языке говорит народ махри Распространён в некоторых районах на востоке Йемена (мухафаза Эль-Махра) и на западе Омана, вблизи Йеменской границы. По данным справочника Ethnologue на 2000—2011 годы число носителей составляет 115 200 человек, из них 50 000 — в Йемене, 50 800 — в Омане и 14 400 — в Кувейте.
Выделяют западный и восточный диалекты, кроме того существуют различия между языком бедуинов и языком городского населения. Мехри является одним из остатков группы коренных языков, на которых говорило население юга Аравийского полуострова до распространения арабского около VII в. н. э. Распространён главным образом как устный язык, письменная форма применяется крайне редко.